# Ruigtelieveheersbeestje
Het ruigtelieveheersbeestje (Hippodamia variegata) is een kever uit de familie van de lieveheersbeestjes (Coccinellidae).
De imago wordt 3 tot 6 mm lang. Op de oranje dekschilden bevinden zich twee tot zeven zwarte vlekken. De soort kan verward worden met het zwervend lieveheersbeestje, maar deze is te herkennen aan de witte tekening op het halsschild, die alleen in het midden een punt in het zwart heeft en geen losse vlekken geeft.
Het ruigtelieveheersbeestje leeft van bladluizen.
De soort komt voor in het Palearctisch en Oriëntaals gebied. De habitat is droge, ruige pioniervegetatie.

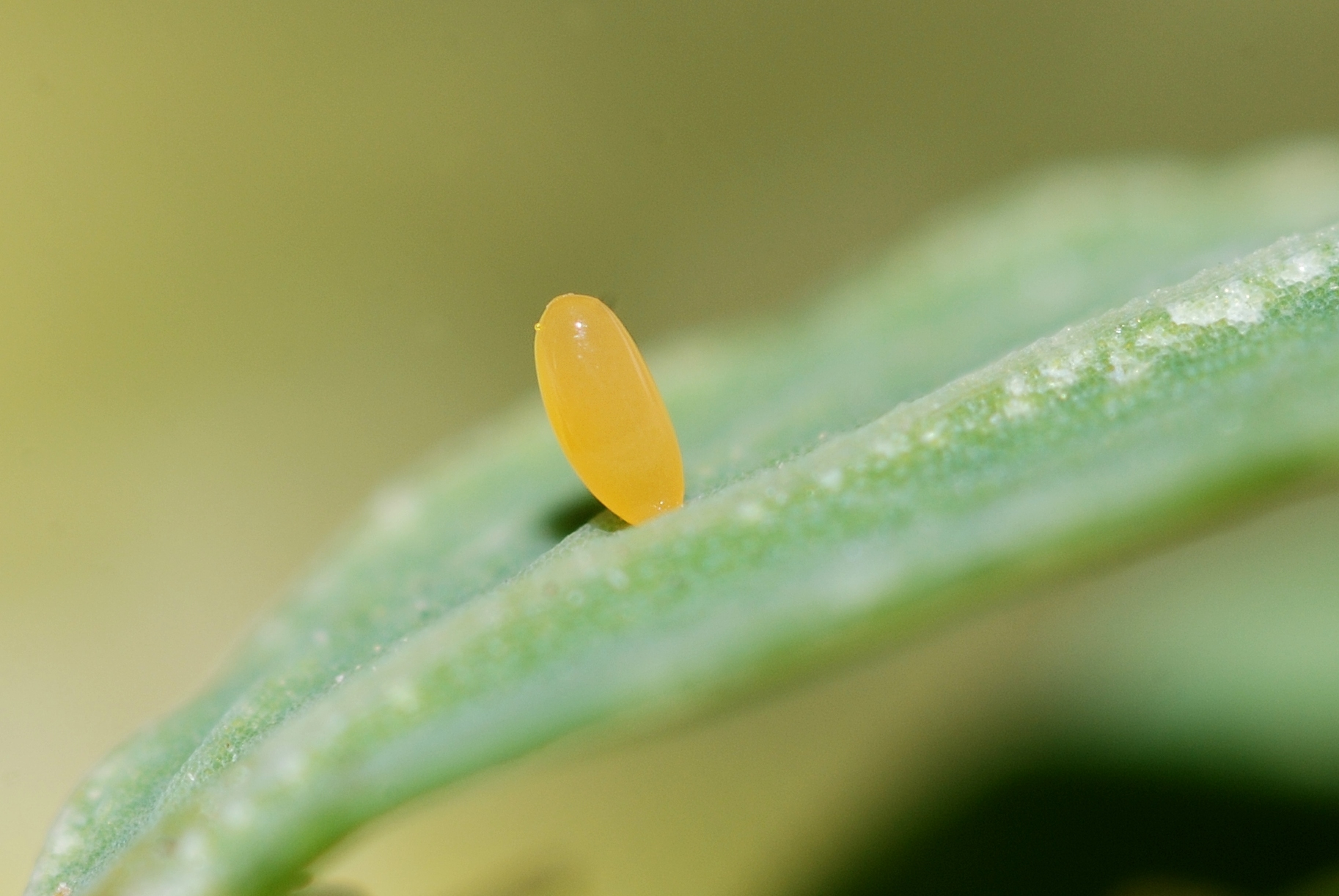
Ei